# Liste des maires de Saint-Malo
 (juin 2019).
Cet article dresse une liste par ordre de mandat des maires de Saint-Malo.

## L'Hôtel de ville

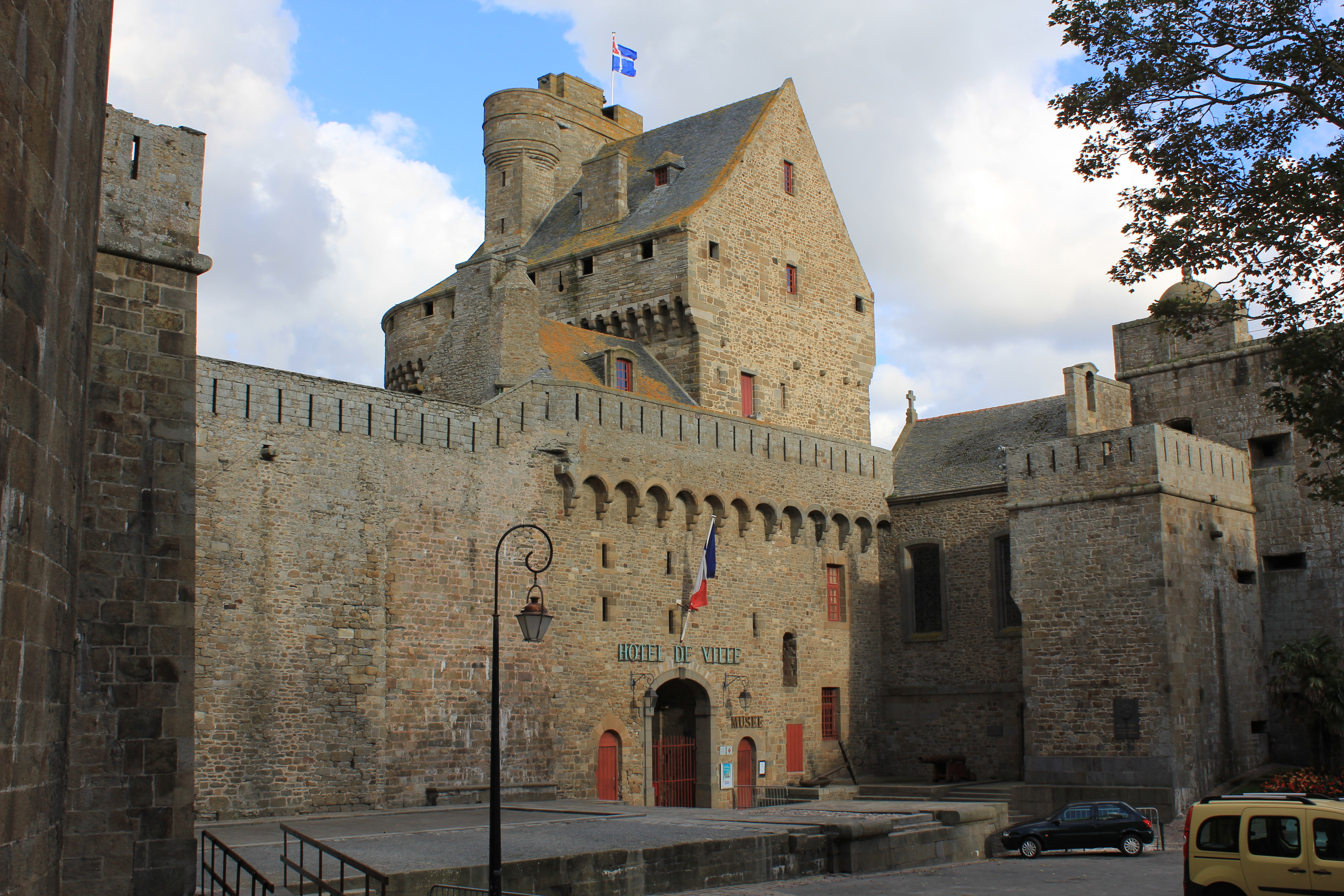
L'hôtel de ville de Saint-Malo situé dans le château de Saint-Malo.

## Liste des maires
L'office de maire est créé en 1692.

### Sous l'Ancien Régime
| Période                                  | Période         | Identité | Étiquette | Qualité                                    |
| ---------------------------------------- | --------------- | --- | --------- | ------------------------------------------ |
| Les données manquantes sont à compléter. |                 | |           |                                            |
| 1693                                     | 1698            | Jean-Baptiste Aumaistre de Chassagne                                                                         |           |                                            |
| 1699                                     | 1701            | Jean Goret                                                                                                   |           | Sire de la Coudre                          |
| 1701                                     | 1704            | Jean Baptiste Séré                                                                                           |           | Sire de la Villemalterre                   |
| 1704                                     | 1708            | René Guillaudeu (1656-1737)                                                                                  |           | Sire du Plessis                            |
| 1708                                     | 1710            | François Le Fer                                                                                              |           | Sire du Pin                                |
| 1710                                     | 1713            | François-Auguste Gouin                                                                                       |           | Sire de Langrolay                          |
| 1713                                     | 1716            | Nicolas Géraldin                                                                                             |           | Sire de la Penty                           |
| 1716                                     | 1719            | Thomas Gravé                                                                                                 |           | Sire de la Chaisse et de la Motte          |
| 1719                                     | 1722            | Alain Gaillard                                                                                               |           | Sire de Launay                             |
| 1722                                     | 1725            | Pierre Éon                                                                                                   |           | Sire de Ponthaye                           |
| 1725                                     | 1728            | Alain Le Breton                                                                                              |           | Sire de la Plussinais                      |
| 1728                                     | 1731            | Gabriel Macé                                                                                                 |           | Sire de la Villéon                         |
| 1731                                     | 1738            | François Le Fer                                                                                              |           | Sire de Beauvais                           |
| 1738                                     | 1740            | François-Joseph Guillaudeu (1687-1776)                                                                       |           | Sire du Plessis                            |
| 1740                                     | 1751            | Guillaume Joliff (1689-1752)                                                                                 |           | Sire du Clos                               |
| 1751                                     | 1755            | Michel Picot                                                                                                 |           | Sire du Bois Feuillet                      |
| 1755                                     | 1758            | Pierre Le Breton                                                                                             |           | Sire de la Vieuville                       |
| 1758                                     | 1765            | Pierre Le Fer (1703-1777)                                                                                    |           | Sire de Chantelou                          |
| 1765                                     | 1770            | Nicolas White                                                                                                |           | Sire de Boisglé                            |
| 1770                                     | 1773            | Alain Le Breton de la Vieuville (1711-1789)                                                                  |           | Sire de la Vieuville                       |
| 1773                                     | 1777            | Nicolas-François Magon de la Villehuchet                                                                     |           |                                            |
| 1777                                     | 1786            | Alain Le Breton de la Vieuville (1711-1789)                                                                  |           | Sire de la Vieuville                       |
| 1786                                     | 1789            | Dominique-François Sébire de Longpré dit l'aîné                                                              |           |                                            |
| 27 juillet 1789                          | 10 février 1790 | Dominique-François Sébire de Longpré dit l'aîné Louis Blaize de Maisonneuve Jean de Varennes Jean Le Cudenet |           | Présidents successifs du Conseil permanent |

### De 1790 à 1967
| Période         | Période         | Identité                                          | Étiquette                  | Qualité |
| --------------- | --------------- | ------------------------------------------------- | -------------------------- | --- |
| 1790            | 1791            | Claude Guy Louvel                                 |                            | Seigneur du Parc Avocat et notaire Premier « maire constitutionnel » de Saint-Malo |
| 1791            | 1793            | Bernard Thomas Tréhouart                          |                            | Armateur Député à la Convention nationale (1793 → 1795) Commandant de la garde nationale de Saint-Malo Adjoint au ministre de la Marine (1793)                                                                           |
| 1793            | 1793            | Nicolas Perruchot de Longeville                   |                            | Exécuté en 1794 |
| 1793            | 1794            | Charles Moullin                                   | Jacobin                    | Apothicaire à l'amirauté de Saint-Malo Président du Comité révolutionnaire |
| 1794            | 1795            | Laurent Louvel                                    |                            | Avocat et notaire Fils de Claude Guy Louvel |
| 1795            | 1797            | Nicolas de Brecey                                 |                            | Magistrat |
| 1797            | 1799            | Louis Pierre Martin                               |                            | Officier de santé. Maître en clinique |
| 1799            | 1800            | Henri-Louis Hovius                                |                            | Imprimeur-libraire, magistrat |
| 1800            | 1801            | Charles Augustin Étienne Dolley                   |                            | Négociant-armateur Commandant de la Garde nationale de Saint-Malo fin 1797 Démissionnaire |
| 1801            | 1808            | Nicolas de Brecey                                 |                            | Magistrat |
| 1808            | 1815            | Augustin Thomas                                   |                            | Négociant-armateur, armateur-corsaire Président de la chambre de commerce de Saint-Malo en 1808 Révoqué à la Restauration                                                                                                |
| 1815            | 1815            | Louis Thomazeau                                   |                            | Armateur-corsaire Beau-frère d'Augustin Thomas Maire par intérim après la chute de Napoléon Ier |
| 1815            | 1829            | Auguste Jean-Marie Bizien du Lézard               | Légitimiste                | Conseiller général d'Ille-et-Vilaine[réf. nécessaire] (1829 → 1831) |
| 1829            | 1830            | Henri Jean Joseph Apuril de Kerloguen (1776-1875) | Légitimiste                | Maire provisoire de décembre 1829 à juillet 1830 |
| 1830            | 1855            | Louis-François Hovius                             | Majorité ministérielle     | Armateur Fils de Henri-Louis Hovius, gendre d'Augustin Thomas Député d'Ille-et-Vilaine (1830 → 1832) |
| 1855            | 1870            | Charles Pierre Rouxin                             | Bonapartiste               | Avocat Député au Corps législatif (1869 → 1870) |
| 1870            | 1871            | Achille Jouaust                                   |                            | Avocat Maire provisoire à la chute du Second Empire |
| 1871            | 1878            | Armand Houitte de La Chesnais                     |                            | Magistrat Conseiller général de Saint-Malo et Saint-Servan (1848 → 1864) Maire de La Gouesnière (1881 → 1888) |
| 1878            | 1882            | Auguste Hovius                                    | Républicain                | Fils de Louis-François Hovius Armateur Président du tribunal de commerce Président de la chambre de commerce de Saint-Malo en 1875 Député d'Ille-et-Vilaine (1878 → 1889) Conseiller général de Saint-Malo (1877 → 1896) |
| 1882            | 1883            | Louis Félix Martin                                | Républicains progressistes | Avocat Conseiller général d'Ille-et-Vilaine[réf. nécessaire] Démissionnaire |
| 1884            | 1887            | Paul Follen                                       |                            | Capitaine au long cours puis négociant Président du tribunal de commerce |
| 1887            | 1887            | Jean-Marie Hamon                                  |                            | Maire par intérim |
| 1887            | 1891            | Louis Félix Martin                                | Républicains progressistes | Avocat Conseiller général d'Ille-et-Vilaine[réf. nécessaire] Décédé en fonctions |
| 1892            | 1896            | Jean-Marie Hamon                                  |                            | Commerçant, juge puis président du tribunal de commerce Président de la Société d'histoire et d'archéologie de l'arrondissement de Saint-Malo (1900 → 1901)                                                              |
| 1896            | 1902            | Charles Jouanjan                                  | Républicain                | Avocat Conseiller général de Saint-Malo (1900 → 1913) |
| 1902            | 1904            | Auguste Le Ny                                     |                            | Officier d'infanterie de Marine |
| 1904            | 1912            | Charles Jouanjan                                  | Républicain                | Avocat Conseiller général de Saint-Malo (1900 → 1913) |
| 1912            | 1941            | Alphonse Gasnier-Duparc                           | Rad.soc.                   | Avocat Ministre de la Marine (1936 → 1937) Sénateur d'Ille-et-Vilaine (1932 → 1940) Président de la délégation spéciale qui gère Saint-Malo à la Libération (1944 → 1945) Destitué par le régime de Vichy                |
| 1941            | 1944            | Auguste Briand (1884-1972)                        |                            | Capitaine au long cours Nommé par le régime de Vichy |
| 13 mai 1945     | 26 octobre 1947 | René Delannoy                                     | Rad.soc.                   | |
| 26 octobre 1947 | 27 mars 1965    | Guy La Chambre                                    | CNIP                       | Maire de Saint-Servan (1932 → 1940) Député d'Ille-et-Vilaine (1928 → 1940 et 1951 → 1958) Conseiller général de Dinard (1930 → 1940 et 1951 → 1958) Ministre                                                             |
| 27 mars 1965    | octobre 1967    | Maurice Callame (1905-1984)                       |                            | Ancien administrateur général des Affaires maritimes |

### Depuis 1967
| Période           | Période          | Identité                    | Étiquette                              | Qualité |
| ----------------- | ---------------- | --------------------------- | -------------------------------------- | --- |
| 3 décembre 1967   | 9 novembre 1976, | Marcel Planchet,            | SE puis CD, puis CDS                   | Entrepreneur du BTP Maire de Saint-Servan (1965 → 1967) Conseiller général de Saint-Malo-Sud (1967 → 1977 et 1985 → 1998) Conseiller régional de Bretagne (1972 → 1976)                                                                                 |
| 9 novembre 1976   | 17 novembre 1976 | Louis Perrault              |                                        | Premier adjoint faisant fonction de maire |
| 23 novembre 1976  | 23 décembre 1976 | Maurice Callame (1905-1984) |                                        | Ancien administrateur général des Affaires maritimes Président de la délégation spéciale |
| 23 décembre 1976, | 27 mars 1977     | Marcel Planchet,            | CDS                                    | Entrepreneur du BTP Maire de Saint-Servan (1965 → 1967) Conseiller général de Saint-Malo-Sud (1967 → 1977 et 1985 → 1998) Conseiller régional de Bretagne (1972 → 1976)                                                                                 |
| 27 mars 1977      | 13 avril 1978    | Louis Chopier               | PS                                     | Agriculteur (maraîcher) Président de la chambre d'agriculture d'Ille-et-Vilaine (1964 → 1967) |
| 13 avril 1978     | 1er juin 1978    | Paul Antonin                |                                        | Ancien administrateur en chef de la France d’Outre-mer Président de la délégation spéciale (cf. municipales 1978) |
| 1er juin 1978,    | 19 mars 1983     | Louis Chopier               | PS                                     | Agriculteur (maraîcher) Conseiller général de Saint-Malo-Nord (1982 → 1994) Député européen (1988 → 1989) |
| 19 mars 1983      | 25 mars 1989     | Marcel Planchet,            | DVD                                    | Entrepreneur du BTP Conseiller général de Saint-Malo-Sud (1967 → 1977 et 1985 → 1998) |
| 25 mars 1989      | 4 avril 2014     | René Couanau                | UDF-CDS puis UDF-FD puis UMP puis DVD, | Inspecteur général de l'administration de l'Éducation nationale Secrétaire général adjoint de l'UDF Député d'Ille-et-Vilaine (7e circ.) (1986 → 2012) Conseiller régional de Bretagne (1983 → 1989) Président de Saint-Malo Agglomération (2001 → 2007) |
| 4 avril 2014,     | 3 juillet 2020   | Claude Renoult              | DVD                                    | Ingénieur et cadre EDF retraité Président de Saint-Malo Agglomération (2014 → 2020) |
| 3 juillet 2020    | En cours         | Gilles Lurton               | LR                                     | Cadre supérieur du secteur privé Député d'Ille-et-Vilaine (7e circ.) (2012 → 2020) Président de Saint-Malo Agglomération (2020 → ) |

## Biographie des maires

### Biographie du maire actuel
Gilles Lurton (6 juillet 1963 à Saint-Malo - )
Attaché parlementaire de René Couanau pendant plus de vingt ans, il commence sa carrière politique en 1995 en entrant au conseil municipal de Saint-Malo. Réélu en 2001 et 2008, il devient adjoint au maire chargé du logement et des quartiers. En 2011, il remporte les élections cantonales à Saint-Malo-Sud, en enlevant le siège détenu jusque-là par Jacky Le Menn.
L'année suivante, il est candidat à la succession de René Couanau dans la 7e circonscription. Arrivé en deuxième position au premier tour, derrière la candidate socialiste mais devant le candidat officiel de l'UMP, il est élu député à l'issue du second tour avec 51,04 % des voix contre 48,96 % pour Isabelle Thomas.
Cette élection au Palais Bourbon le conduit à céder son siège de conseiller général à Christine Lequertier en raison du non-cumul des mandats.
En 2014, candidat sur la liste du maire sortant, il est réélu conseiller municipal mais n'occupe plus de fonction exécutive, René Couanau étant arrivé troisième derrière Claude Renoult et Stéphane Perrin. Trois ans plus tard, il est largement réélu député en remportant 56,21 % des suffrages.
Le 18 octobre 2019, il annonce sa candidature à la mairie de la cité corsaire. Au premier tour des élections municipales de 2020, il arrive très largement en tête, distançant de près de 35 points, la candidate UDI Anne Le Gagne et au second, il recueille 10 676 voix (70,70 %) et 37 sièges au conseil municipal. Il devient officiellement premier édile le 3 juillet puis président de Saint-Malo Agglomération le 16.

### Biographies des anciens maires
Claude Renoult (25 janvier 1948 à Macey - )
Ingénieur et cadre EDF retraité, il est élu conseiller municipal en mars 2008 puis est nommé troisième adjoint au maire René Couanau, chargé des grands projets, du développement durable et des affaires maritimes. Aux municipales de 2014, il monte sa propre liste, après que le maire sortant, revenant sur sa décision de ne pas se représenter, ait annoncé sa candidature. Virant légèrement en tête au premier tour, il est élu le 30 mars à l'issue d'une triangulaire. Officiellement désigné maire quelques jours plus tard, il devient par ailleurs président de la communauté d'agglomération.
En septembre 2019, il annonce qu'il ne briguera pas un second mandat mais la majorité sortante présente une liste dirigée par Jean Coudray, son adjoint à la jeunesse et à l'animation. Le 15 mars 2020, ce dernier arrive en quatrième position derrière le député Gilles Lurton (LR), la conseillère départementale Anne Le Gagne et le candidat du Mouvement radical, Stéphane Perrin.
René Couanau (10 juillet 1936 à Saint-Malo - 30 novembre 2024 à Saint-Malo)
Titulaire d’une licence de psychologie et diplômé de l'ENA, il mène une carrière au sein de l'Éducation nationale. En 1983, il est élu conseiller municipal et devient premier adjoint au maire Marcel Planchet. Trois ans plus tard, il est candidat aux législatives sur la liste CDS-PR conduite dans le département par Pierre Méhaignerie : s'il n'est pas élu, il devient malgré tout député après la nomination de ce dernier au gouvernement.
En 1988, avec le rétablissement du scrutin uninominal à deux tours, il se présente dans la 7e circonscription sous l'étiquette du Centre des démocrates sociaux (composante de l'UDF) et est élu avec 55,39 % des suffrages exprimés. L'année suivante, il remporte les élections municipales, en battant le candidat socialiste et ancien maire Louis Chopier.
Réélu député UDF puis UMP à quatre reprises et reconduit dans ses fonctions de premier édile en 1995 (dès le premier tour), 2001 et 2008, il annonce en mars 2012 qu'il ne sera pas candidat aux législatives de juin et aux municipales de 2014.
Cependant, il revient sur sa décision et présente au scrutin municipal une liste intitulée « Saint-Malo gagnant ! Des valeurs partagées ». Distancé au premier tour par son ancien adjoint Claude Renoult, il est défait au second en arrivant en troisième position derrière la liste divers droite victorieuse et le candidat de l'union de la gauche, Stéphane Perrin.
Marcel Planchet (3 décembre 1919 à Bain-de-Bretagne - 11 avril 2014 à Saint-Malo)

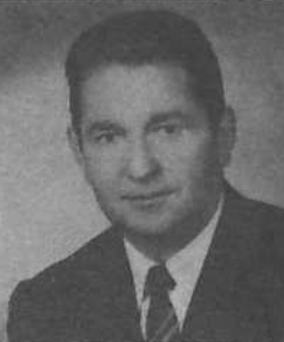
Marcel Planchet, maire de 1967 à 1977 et de 1983 à 1989.

Puisatier puis entrepreneur de travaux publics, il s'établit à Saint-Servan en septembre 1944. Il est candidat aux municipales de 1965 dans la cité servannaise et bat le maire sortant Lucien Huet, qui lui avait proposé de figurer sur sa liste.
En 1967, la fusion entre Saint-Malo, Saint-Servan et Paramé étant actée, il est candidat au scrutin municipal du « Grand Saint-Malo ». À la tête d’une « liste d’action » sans étiquette comprenant des membres de la FGDS et du PSU, il  bat largement le secrétaire d'État Yvon Bourges, qui avait quitté ses fonctions de maire de Dinard quelques mois auparavant, et le candidat communiste André Lemaître. La même année, il entre en conseil général en remportant le canton de Saint-Malo-Sud.
Réélu premier magistrat en 1971, il est démissionné d’office en novembre 1976 et est remplacé par son premier adjoint Louis Perrault, démissionnaire à son tour. Une délégation spéciale, présidée par Maurice Callame, est alors nommée mais après une décision du Conseil d’État, Marcel Planchet est rétabli dans ses fonctions de maire. Cependant, il ne retrouve pas son mandat de conseiller général.
Aux municipales de 1977, il n’est pas candidat mais soutient la liste dirigée par le centriste Marie-Ange Réhel. Aux deux tours de scrutin, il termine en troisième position derrière le socialiste Louis Chopier et le RPR François Debonnet. Saint-Malo bascule ainsi à gauche.
Six ans plus tard, il décide de se présenter à nouveau aux suffrages des malouins. S’il arrive deuxième au premier tour, il bat le maire sortant le 13 mars 1983 en recueillant 51,84 % des voix. En 1985, il reprend son siège de conseiller général et succède à Robert Desnos qui ne se représentait pas. Candidat à sa réélection en 1989, il ne parvient pas à se qualifier pour le second tour, battu par le candidat de l’union de la gauche et par son premier adjoint René Couanau. Ce dernier lui succède à la tête de la cité corsaire.
En 1998, il quitte son dernier mandat politique en ne se représentant pas dans le canton de Saint-Malo-Sud.
Louis Chopier (16 septembre 1931 à Paramé - 19 octobre 2000 à Saint-Malo)
Maraîcher et syndicaliste agricole, il commence sa carrière politique en 1959 en étant élu conseiller municipal de Paramé sous l'étiquette MRP. En mars 1977, il devient maire socialiste de Saint-Malo à l'issue du second tour des municipales, faisant ainsi basculer la ville à gauche. Il est largement réélu l'année suivante (mais sans les communistes qu'il écarte de sa majorité) après l'invalidation du scrutin municipal et la tenue d'une élection partielle.
En 1982, il fait son entrée au conseil général en battant le candidat de la majorité départementale Christian Morvan dans le canton de Saint-Malo-Nord.
De nouveau candidat aux municipales en 1983, il est défait par son prédécesseur à la mairie, Marcel Planchet. Il est exclu du Parti socialiste en 1986 après avoir monté avec Michel Phlipponneau une liste dissidente « Gauche démocrate et régionaliste » (où il figurait en dernière position) aux élections régionales.
À la faveur de la démission de Marie-Noëlle Lienemann, élue députée de la septième circonscription de l'Essonne, il devient député européen en 1988 et le reste un peu plus d'un an. Tête de liste de l'union de la gauche aux municipales de 1989, il ne parvient pas à reprendre le siège perdu six ans plus tôt : il est battu au second tour par René Couanau.
Il perd son siège de conseiller général en 1994 face à la candidate UDF-CDS Catherine Jacquemin et aux municipales de 1995, il arrive second derrière le maire sortant, réélu dès le premier tour avec 54,30 % des suffrages.
Depuis 2015, une rue de la ville porte son nom,.

## Conseil municipal actuel
Les 43 sièges composant le conseil municipal de Saint-Malo ont été pourvus le 28 juin 2020 à l'issue du second tour de scrutin. À l'heure actuelle, il est réparti comme suit : 

## Rattachements administratifs et électoraux
La ville est une sous-préfecture de l'Ille-et-Vilaine et a été le chef-lieu du canton de Saint-Malo  de 1793 à 1967, année où celui-ci est scindé. La commune devient alors le chef-lieu des cantons de Saint-Malo-Nord (formé d'une partie de Saint-Malo) et de Saint-Malo-Sud (autrefois canton de Saint-Servan-sur-Mer) formé d'une partie de Saint-Malo et des communes de La Gouesnière et Saint-Jouan-des-Guérets. 
Dans le cadre du redécoupage cantonal de 2014 en France, Saint-Malo est désormais le bureau centralisateur de deux nouveaux cantons, celui de Saint-Malo-1 et celui de Saint-Malo-2.
Pour l'élection des députés, Saint-Malo fait partie depuis 1988 de la septième circonscription d'Ille-et-Vilaine.
Saint-Malo est jumelée avec Port-Louis, capitale de l'Île Maurice, depuis 1999.